# Neofundulus guaporensis
Neofundulus guaporensis är en fiskart som beskrevs av Costa, 1988. Neofundulus guaporensis ingår i släktet Neofundulus och familjen Rivulidae. Inga underarter finns listade i Catalogue of Life.